# Милош Марич
Мілош Марич (серб. Miloš Marić / Милош Марић, нар. 5 березня 1982, Тітово Ужице) — югославський та сербський футболіст, півзахисник клубу «Васланд-Беверен».
Виступав, зокрема, за «Олімпіакос» та «Бохум», а також національну збірну Сербії і Чорногорії.

## Клубна кар'єра
Розпочинав грати у футбол в нижчолігових югославських клубах «Слобода» (Ужице) та «Ремонт» (Чачак).
На початку 2002 року перейшов у «Зету», у Першій лізі СР Югославії, а з наступного сезону став грати у Першій лізі новоствореної Сербії та Чорногорії.
Своєю грою привернув увагу представників тренерського штабу грецького «Олімпіакоса», до складу якого приєднався влітку 2004 року. Відіграв за клуб з Пірея наступні три сезони своєї ігрової кар'єри. За цей час тричі виборював титул чемпіона Греції та двічі здобував Кубок Греції.
Влітку 2007 року перейшов у бельгійський «Гент», де провів два з половиною роки, після чого став гравцем німецького «Бохума», з яким за підсумками сезону 2009/10 вилетів з Бундесліги, проте провів після цього ще півроку в другому дивізіоні, після чого повернувся до Бельгії, де грав за «Льєрс»  та «Локерен».
До складу клубу «Васланд-Беверен» приєднався влітку 2013 року. Відтоді встиг відіграти за беверенську команду 80 матчів у національному чемпіонаті.

## Виступи за збірну
Залучався до складу молодіжної збірної Сербії і Чорногорії, разом з якою взяв участь у чемпіонаті Європи серед молодіжних збірних 2004 року, де дійшов з командою до фіналу. 
2004 року дебютував в офіційних матчах у складі національної збірної Сербії і Чорногорії і за два роки провів у формі головної команди країни 7 матчів.

## Титули і досягнення
- Чемпіон Греції (3):

«Олімпіакос»: 2004–2005, 2005–2006, 2006–07
- Володар Кубка Греції (2):

«Олімпіакос»: 2004-05, 2005-06